# Израильско-лаосские отношения
Израильско-лаосские отношения — двусторонние международные исторические и настоящие дипломатические, военные, культурные и иные отношения между Лаосом и Израилем.
Отношения между двумя странами были установлены в 1955 году после того, как правительство королевства признало израильское правительство после Женевской конференции в 1954 году. Королевство Лаос стало первым азиатским государством, установившим дипломатические отношения с Израилем после Бандунгской конференции в апреле 1955 года.
У Израиля нет посольства в Лаосе, еврейское государство представлено в этой стране через своего посла, аккредитованного в Ханое, Вьетнам.

## История

### Начальный этап отношений
После Женевской конференции 1954 года правительство Израиля приняло решение признать независимость Лаоса и Камбоджи. Это случилось 13 февраля 1954 года. Израильское посольство в Вашингтоне объявило о признании Лаоса в США. Первый государственный визит произошёл в 1956 году, когда Яаков Шимони, израильский посланник в Янгоне, прибыл в Лаос для обсуждения вопроса установления дипломатических отношений между двумя странами. Вопрос был урегулирован в том же году во время визита в Лаос израильского министра иностранных дел Моше Шарета. 12 февраля 1957 года Яаков Шимони вручил свои верительные грамоты как нерезидентный посланник в Лаосе. Посол Лаоса в Париже был назначен нерезидентным послом в Израиле, хотя с того момента прошли многие годы пока лаосский посол во Франции вручил свои верительные грамоты президенту Государства Израиль.
В июле 1964 года дипломатические отношения между странами были повышены до уровня посольств: первым стал израильский посол в Бангкоке, который был аккредитован на Лаос. В период с 1971 по 1993 год должность была передана израильскому послу в Пномпене.
Первым нерезидентным лаосским послом в Израиле стал бывший премьер-министр принц Суванна Фума, который был назначен послом во Франции в 1959 году. Он представил свои верительные грамоты президенту Ицхаку Бен-Цви 11 января 1960 года. В августе того же года Фума был отозван из Франции на родину и был вновь призван возглавить кабинет министров из-за некоторых внутренних проблем. Представители лаосского МИДа не проинформировали Фуму о том, что его пребывание на посту нерезидентного посла в Израиле закончилось и в итоге сложилась беспрецедентная ситуация: премьер-министр Лаоса продолжал оставаться в должности представителя своей страны в Израиле. Лаос не направил другого посла в Париж и, таким образом, у страны не было представителя в Израиля, делая поэтому отношения между двумя странами на этот период замороженными.
С обострением гражданской войны в Лаосе и серией столкновений, в июне 1962 года было сформировано правительство национального единства под руководством Фумы. В свете этих событий 2 июля 1964 года прошла очередная Женевская конференция, по окончании которой было подписано международное соглашение, которое гарантировало нейтральность Лаоса в отношении его внешней политики.
Контакты между двумя странами возобновились в середине 1964 года. 29 июня в израильском посольстве в Бангкоке было получено письмо от лаосского правительства, которое объявляло согласие короля повысить уровень двусторонних отношений до уровня посольств. Решение было опубликовано 1 июля 1964 года в Иерусалиме и в то же время в самом Лаосе.
После прихода к власти коммунистов в 1976 году отношения между Израилем и Лаосом были прекращены (по этим же причинам в это время были порваны связи с Цейлоном, Камбоджей и Южным Вьетнамом).

### Восстановление отношений
Отношения были восстановлены только 6 декабря 1993 года. Израильский посол во Вьетнаме вручил свои верительные грамоты 4 мая 1994 года. Министр иностранных дел Лаоса посетил Израиль с официальным визитом 24-29 августа того же года. Он обещал пересмотреть линию голосования своей страны (зачастую недружественную Израилю) в различных международных организациях, а Израиль в свою очередь пообещал оказывать Лаосу помощь разного характера, когда он в ней будет нуждаться. Во время визита было также подписано соглашение об экономическом и техническом сотрудничестве.
В конце 1990-х практически ежегодно Израиль посещали лаосские делегации и официальные лица.